# (4775) Hansen
(4775) Hansen es un asteroide perteneciente al grupo de los asteroides que cruzan la órbita de Marte descubierto el 3 de octubre de 1927 por Maximilian Franz Wolf desde el Observatorio de Heidelberg-Königstuhl, Alemania.

## Designación y nombre
Hansen fue designado al principio como 1927 TC.
Más adelante, en 1995, se nombró en honor del astrónomo alemán Peter Andreas Hansen (1795-1874) con motivo del bicentenario de su nacimiento.

## Características orbitales
Hansen orbita a una distancia media de 2,395 ua del Sol, pudiendo alejarse hasta 3,478 ua y acercarse hasta 1,312 ua. Su excentricidad es 0,4521 y la inclinación orbital 9,271 grados. Emplea 1354 días en completar una órbita alrededor del Sol.

## Características físicas
La magnitud absoluta de Hansen es 13,8.